# Le Livre de Chasse

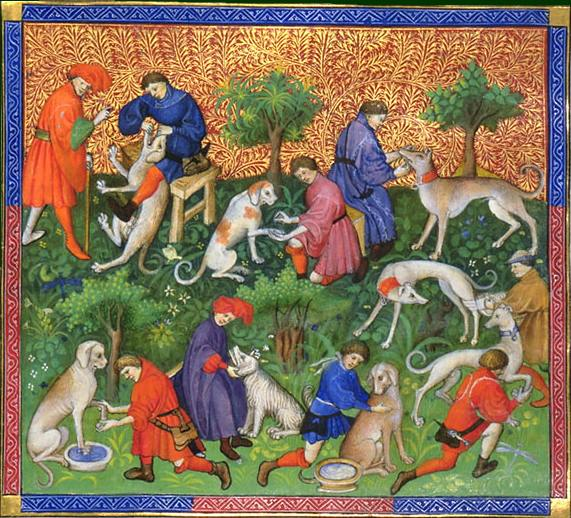
Livre de Chasse, Bibliothèque nationale de France, ms.616, f40v.

Le Livre de Chasse ("het jachtboek") werd tussen 1387 en 1389 geschreven of correcter gedicteerd door Gaston Phoebus, graaf van Foix. Gaston Phoebus was zelf een fervent jager en kende dus de materie. Zijn boek dat met veel zorg werd samengesteld toen de auteur al 57 jaar was, bleef tot in de 16e eeuw de bijbel voor alle adepten van de jacht. De beginnende boekdrukkunst heeft sterk bijgedragen aan het succes van het werk. Er zijn van het werk van Phoebus 44 handschriften bewaard gebleven. Door het onderwerp was het boek bestemd voor de koninklijke en prinselijke bibliotheken. Veel van de exemplaren die bewaard zijn gebleven zijn dan ook zeer rijkelijk verlucht, maar ook de minder kapitaalkrachtige adel was geïnteresseerd want er zijn 14 niet verluchte handschriften bewaard gebleven.
Het werk raakte zeer snel verspreid over gans Europa. In 1410 verscheen er al een (gedeeltelijke) Engelse vertaling van de hand van Edward van Norwich onder de titel The Master of Game.
Een eerste Italiaanse vertaling werd geschreven door Julio Castellon in het begin van de 17e eeuw Het werk beschreven door prof. Van den Abeele is een nog niet bestudeerd exemplaar, vertaald uit het Frans naar het Italiaans, waarin wel de ruimtes voor de miniaturen waren voorzien, met een beschrijving van de miniaturen in het Franse model. Op enkele bladzijden werden uitgeknipte gravures gekleefd als model voor de te maken miniaturen. Het werk was opgedragen aan Alfonso Enriquez de Cabrera, admiraal van Castilië. Dit exemplaar wordt bewaard in de Biblioteca Nacional met als signatuur 1043.

## Ontstaansgeschiedenis
in 1380 brak er een opstand uit onder de adel en hovelingen van Gaston Phoebus omdat zij niet betrokken werden bij het beleid en de uitvoering ervan. De zoon van Gaston was bij het complot betrokken en ondernam een poging om zijn vader te vergiftigen. Het complot werd ontdekt en de zoon opgesloten. Gaston zou dan bij een ruzie zijn zoon hebben neergestoken. Dit alles wordt verteld in de kronieken van Jean Froissart maar er is hiervan geen enkel gedocumenteerd bewijs teruggevonden. Alleszins laat Phoebus zijn residentie van Orthez voor wat ze is en verhuist hij naar zijn kasteel van Pau. Daar schrijft hij zijn Livre des Oraisons een gebedenboek waarin hij zich direct tot God richt met sofistische redeneringen. Het centrale thema van het werk is dat God zijn schepselen moet redden omdat hij verantwoordelijk is voor zowel hun goede daden als hun misdaden
Drie jaar later keert hij terug naar Orthez en naar zijn kasteel van Moncade waar hij aan zijn Livre de Chasse begint te werken. Het werk wordt door Phoebus gedicteerd aan een kopiist tussen 1387 en 1389. Het was opgedragen aan Filips de Stoute, zijn strijdmakker en compagnon bij vele jachtpartijen.  Het handschrift is geschreven in een nagenoeg smetteloos Frans ondanks het feit dat de graaf van Foix zich eigenlijk van de langue d'oc bediende. Vanaf het begin van de 15e eeuw worden er prachtig geïllustreerde kopieën van de tekst geschreven. De Bibliothèque nationale de France heeft er twee bijzonder mooie in haar bezit: de manuscripten fr. 616 en fr. 619.

## Inhoud
Naast een proloog en een epiloog bevat de tekst de volgende 'boeken':
- eerste boek: over de 'zachte' (de grazers) en de wilde dieren (des bêtes douces et des bêtes fauves).
- tweede boek: over de natuur van de honden en hun africhting (de la nature des chiens et de leur dressage)
- derde boek: over de opleiding van de jagers en de jacht met (wind)honden (de l’instruction des veneurs et de la chasse à courre)
- vierde boek: de jacht met vallen en de jacht met de kruisboog ( chasse aux pièges et engins et à l’arbalète).

Phoebus beschrijft in zijn boek de dieren die in de Middeleeuwen in de grote jachtgebieden voorkwamen, van het konijn en de haas over het everzwijn tot de wolf en de beer. Hij heeft het over het karakter, de eigenschappen en het gedrag van de individuele dieren. Elk dier krijgt zijn eigen hoofdstuk met als titel: Du cerf (renne, daim, bouc, chevreuil, lièvre, lapin, l'ours, sanglier, loup etc.) et de toute sa nature.
Na de beschrijving van de aard en het karakter van dieren volgt dan een kapittel van hoe het dier moet bejaagd worden: Ci devise comment on doit chasser et prendre l'ours.
Een belangrijk deel van zijn boek gaat over de verschillende rassen van jachthonden, hun aard en karakter, de africhting en verzorging van de honden, de ziektes die konden voorkomen en de jachtmethodes die men met honden kan toepassen. Gaston Phoebus was ongetwijfeld een kenner, want hij beschikte zelf over een kennel met meer dan 1600 jachthonden.

## Bewaarde handschriften
Hierbij een (onvolledige) lijst van bewaarde handschriften;
- Bibliothèque nationale de France, Parijs: ms. fr. 616, ms. fr. 617, ms. fr. 618, ms. fr. 619, ms. fr. 620, ms. fr. 1289, ms. fr. 1291, ms. fr. 1293, ms. fr. 1294, ms. fr. 1295, ms. fr. 12398
- Bibliothèque Sainte-Geneviève, Parijs, 2309, XV (S)
- Bibliothèque et Archives du Château de Chantilly, Chantilly, ms. 367 (480)
- Bibliothèque municipale de Lyon, ms. 765
- Musée Thomas-Dobrée, Nantes, ms. 22
- Musée national du Château de Pau, Pau, ms. 6529
- Bibliothèque municipale de Tours, Tours ms.841
- Bibliothèque Inguimbertine,  Carpentras, ms. 343
- Koninklijke Bibliotheek van België, Brussel, ms. IV 1050
- Badische Landesbibliothek, Karlsruhe, Rastatt 124
- Sächsische Landesbibliothek, Dresden, OC 61
- Württembergische Landesbibliothek, Stuttgart, HB XI 34a
- Archivio di Stato di Torino, Turijn, J.a.VIII.6
- Vaticaanse Bibliotheek, Rome; Reginensi latini 1323, Reginensi latini 1326, Reginensi latini 1331
- Bibliothèque publique et universitaire, Genève, ms. fr. 169[6]
- The British Library, Londen, add. 27699
- Glasgow University Library, Glasgow, Hunter 385 (V.2.5)
- J. Paul Getty Museum, Los Angeles, ms. 27[7]
- Pierpont Morgan Library, New York, ms. M 1044[8]
- Houghton Library, Harvard-universiteit, ms. typ. 130.[9]

## Faksimile
- Livre de Chasse, Gaston Phoebus, Bibliothèque nationale de France, Paris, facsimile van  ms. 619 uitgegeven door Moleiro, Barcelona.[10]
- Le livre de la chasse, Bibliothèque nationale de France, Paris, facsimile van  ms. 616 uitgegeven door Academische Drück- u. Verlagsanstalt, Graz